# Légion C 40
La Légion C 40 est une organisation française de résistance et de renseignement dans l'Alsace annexée de fait durant la Seconde guerre mondiale. Elle a pour particularité d'être composée d'adolescents de 13 à 16 ans, qui agissent à l'insu de leurs parents . Ce mouvement est démantelé par les nazis après quelques mois d'existence et ses jeunes membres sont arrêtés.

## Histoire
En juillet 1940, Fernand Demouge, René Ehrhardt, Yves Ruhlmann et Raymond Sick créent la « légion de la Cagoule » qui devient très vite la « Légion C 40 » pour ne pas être confondue avec l'organisation terroriste des années 30. Ses membres fondateurs sont des élèves de l'école primaire supérieure (EPS) et de l'École pratique de commerce et d'industrie (EPCI) de Mulhouse. Ils ont de 14 à 16 ans. Leur but est de s'opposer à l'occupant.
Les membres se rassemblent dans un ancien poste militaire de la forêt de Nonnenbruch où Raymond Sick a trouvé des armes et des munitions abandonnées par l'armée française. Cet armement est enterré dans les environs. Le groupe s'agrandit avec l'arrivée de René Reinold et Germain Winterhalter, tous deux de Wittenheim et Richard Mock de Mulhouse. Pour protéger leur cache, un véritable dispositif est mis en place avec des appareils morse, construits avec des moyens de fortune.
Raymond Sick prend conseil auprès de son oncle, Roger Sick, instituteur et ancien sous-lieutenant de l'armée française. Ce dernier le met en garde et lui indique les actions qui peuvent être menées dans le cadre de la Résistance. La Légion C 40 devient un véritable service de renseignements qui a pour but de relever les mouvements des troupes allemandes, le type et l'importance des effectifs stationnés dans la région ou transitant par Mulhouse, l'installation des administrations militaires et civiles, notamment la Gestapo ou la Kreisleitung et les mesures et les ordres pris par ces dernières.
L'organisation déplace son poste de commandement (PC) chez Fernand Demouge à Dornach. Chaque membre reçoit un plan du secteur qu'il doit reconnaître. Il renvoie un rapport détaillé codé à Roger Sick en contact avec les services de renseignement de l'armée de Vichy.
En septembre 1940, la Légion C 40 compte déjà deux groupes à Mulhouse et Wittenheim. Avec le recrutement de Raymond Raedel et Charles Streicher, elle en ouvre un troisième à Strasbourg. À ces actions de renseignement, elle ajoute des sabotages.
Avec l'arrivée de l'automne, les armes et les munitions de la forêt de Nonnenbruch sont déterrées et cachées chez Roger Sick.
À la suite d'une dénonciation, le 3 octobre 1940, la Gestapo arrête les principaux membres de l'organisation. Fernand Demouge, Raymond Sick, René Reinold, Richard Mock, Germain Winterhalter, René Ehrhardt et Yves Ruhlmann sont internés à Mulhouse. Le lendemain, Raymond Raedel et Charles Streicher sont arrêtés et incarcérés à Strasbourg. Les détenus sont interrogés par les agents de la Gestapo. Le 30 octobre, ils sont tous transférés au centre de redressement de Sinsheim.
La Gestapo découvre les armes cachées chez Roger Sick qui est interné à Fribourg-en-Brisgau puis à la prison de Moabit à Berlin. Le 18 avril 1941, il est jugé par le Reichskriegsgericht  pour « trahison envers son pays » et condamné à une peine de pénitencier à vie. Le 7 août 1941, il est interné à Bützow où il meurt.

## L'histoire des membres du groupe
- Fernand Demouge, né le 25 novembre 1925 à  Mulhouse, est libéré du centre de redressement de Sinsheim le 17 février 1941. Les autorités allemandes obligent Fernand Demouge à germaniser son nom qui devient Bohrer. Il renoue avec Raymond Sick et Yves Ruhlmann et crée avec eux une nouvelle organisation appelée « Mission Z799 » qui édite un mensuel clandestin de huit à dix pages de novembre 1943 à mai 1944[2].
- René Ehrhardt, né le 1er septembre 1924 à Strasbourg, est libéré du centre de redressement de Sinsheim le 17 février 1941. Incorporé de force dans la Wehrmacht, il s'évade aux Pays-Bas[2].
- Richard Mock, né le 2 mars 1926 à Mulhouse, est libéré du centre de redressement de Sinsheim le 22 décembre 1940[2].
- Raymond Raedel, né le 2 février 1926 à Holtzheim, est libéré du centre de redressement de Sinsheim le 22 décembre 1940[2].
- René Reinold, né le 1er janvier 1926 à Soulzmatt, est libéré du centre de redressement de Sinsheim le 15 janvier 1941[2].
- Yves Ruhlmann, né le 15 septembre 1926 à Mulhouse, est libéré du centre de redressement de Sinsheim le 22 décembre 1940. Avec Fernand Demouge et Raymond Sick, il crée la nouvelle organisation appelée « Mission Z799 ». En se mutilant, il parvient à éviter son incorporation de force dans l'armée allemande[2].
- Raymond Sick, né le 20 mai 1925 à Ingersheim, est libéré du centre de redressement de Sinsheim le 22 décembre 1940. Avec Fernand Demouge et Yves Ruhlmann, il crée la nouvelle organisation appelée « Mission Z799 ». En 1943, il est incorporé de force dans la Wehrmacht et affecté en Pologne puis sur le front de l'Est. Il meurt le 16 août 1944, près de Tartu. Il est déclaré Mort pour la France[2].
- Charles Streicher est libéré du centre de redressement de Sinsheim le 24 décembre 1940 pour être expulsé avec ses parents par les Allemands[2].
- Germain Winterhalter, né le 17 janvier 1928 à Wittenheim, est libéré du centre de redressement de Sinsheim le 16 décembre 1940[2].